# Siège de Tyane
Guerres arabo-byzantines
Batailles
- Mu'tah (629)
- Ajnadayn (634)
- Damas (634)
- Fahl (635)
- Yarmouk (636)
- Jérusalem (636-637)

- Héliopolis (640)
- Nikiou (646)

- Sufétula (647)
- Tahouda (683)
- Mammès (688)
- Carthage (698)
- Oued Nini (698)

- 1re Constantinople (674-678)
- Sébastopolis (692)
- Tyane (~708)
- 2e Constantinople (717-718)
- Andrinople (718)
- Nicée (727)
- Akroinon (740)

- Kamacha (766)
- Invasion de l'Asie Mineure (782)
- Kopidnadon (788)
- Krasos (804)
- Invasion de l'Asie Mineure (806)
- Anzen (838)
- Amorium (838)
- Mauropotamos (844)
- Poson (863)
- Bathys Ryax (872 ou 878)

- Syracuse (877-878)
- Stelai ou 1re Milazzo (880)
- 2e Milazzo (888)
- Taormine (902)
- Garigliano (915)
- Détroit (965)
- Georges Maniakès en Sicile (1038-1040)

- Phœnix de Lycie (655)
- Keramaia (746)
- Conquête musulmane de la Crête (années 820)
- Damiette (853)
- Raguse (866-868)
- Kardia (~872-873)
- Golfe de Corinthe (~873)
- Céphalonie (880)
- Chalcis (~883)
- Thessalonique (904)

- Portes ciliciennes (878)
- Campagnes de Jean Kourkouas (926-944)
- Marach (953)
- Raban (958)
- Andrassos (960)
- Campagnes de Nicéphore II Phocas (956-969)
- Chandax (960-961)
- Alexandrette (971)
- Campagnes de Jean Tzimiskès (~950-975)
- Gués de l'Oronte (994)
- Alep (994-995)
- Apamée (998)
- Campagnes de Basile II (979-999)
- Azâz (1030)

Le siège de Tyane se déroule de 707 à 708 ou de 708 à 709 et oppose le Califat omeyyade à l'Empire byzantin. Les Omeyyades, défaits par les Byzantins peu avant (peut-être en 706), attaquent le territoire byzantin en représailles pendant l'été 707 ou 708 et assiègent Tyane. La ville supporte initialement le siège et, au printemps suivant, l'empereur byzantin Justinien II Rhinotmète envoie une armée de secours qui est battue par les Omeyyades, forçant la ville à se rendre. Malgré l'accord conclu, les Omeyyades pillent la ville et tuent ou font prisonniers de nombreux habitants.

## Contexte
En 692-693, l'empereur byzantin Justinien II et le calife Omeyyade Abd Al-Malik brisent la trêve existant entre les deux empires depuis 679, après l'attaque infructueuse des Arabes contre Constantinople, la capitale byzantine. Les Byzantins obtiennent d'importants avantages financiers et territoriaux grâce à cette trêve. Ils les exploitent en profitant de l'implication du califat omeyyade dans la deuxième guerre civile musulmane (680-692). Toutefois, en 692, les Omeyyades émergent comme les vainqueurs de ce conflit. Abd al-Malik lance alors une série de provocations pour provoquer le retour des hostilités avec les Byzantins. De son côté, Justinien est confiant en ses forces du fait de ses précédents succès. Finalement, les Omeyyades déclarent que les Byzantins ont brisé la trêve et envahissent le territoire byzantin. Ils défont l'armée impériale lors de la bataille de Sébastopolis en 693. Les Arabes prennent rapidement le contrôle de l'Arménien et reprennent leurs attaques contre la région frontalière de l'est de l'Asie Mineure. Ces offensives culminent avec le deuxième siège de Constantinople entre 717 et 718. Au cours de cette période, Justinien est déposé en 695, ce qui marque le début d'une période d'instabilité interne de 20 ans qui a presque mis à genoux l'Empire byzantin.

## Campagne arabe contre Tyane
Parmi les nombreux raids arabes, une invasion arabe dirigée par un certain Maimun al-Gurgunami (« Maimun le Mardaïte ») frappe la Cilicie mais est défaite par une armée byzantine dirigée par un général du nom de Marianus, originaire de Tyane. La date de cette expédition est incertaine. Bien que selon le récit de Al-Baladhuri, elle aurait eu lieu sous le règne d'Abd Al-Malik (mort en 705), les historiens modernes la datent de 706. Selon Al-Baladhuri, Maimun a été l'esclave de la sœur du calife Muʿāwiya Ier qui a fui chez les Mardaïtes, un groupe de Chrétiens rebelles au nord de la Syrie. Après qu'ils eurent été soumis, le général Maslama ben Abd al-Malik a eu vent de la valeur de Maimun et l'a libéré avant de lui confier un commandement militaire. Il jure par la suite de venger sa mort, intervenue lors de la défaite contre l'armée de Marianus.
De ce fait, Maslamah lance une autre attaque ayant pour objectif Tyane. Il est accompagné par son neveu Al-Abbas ibn al-Walid qui est aussi son second,. La chronologie de l'expédition est floue. Le chroniqueur byzantin Théophane le Confesseur la situe en 708 ou 709 voire en 709-710 mais les sources arabes la date de l'an 88 ou 89 après l'Hégire ce qui correspond aux années 706-707 ou 707-708. La date du siège de la ville de Tyane varie donc selon les sources (soit en 707-708, soit en 708-709),. 
Les Arabes assiègent la cité à l'aide d'engins de siège dont ils se servent pour bombarder ses fortifications. Ils parviennent à en détruire une partie mais ne peuvent pénétrer dans la cité. Malgré plusieurs assauts, les défenseurs parviennent à les repousser. Le siège se prolonge durant l'hiver et les Arabes souffrent du manque de nourriture, qui les contraint à envisager d'abandonner le siège de la ville,. Toutefois, lors du printemps, Justinien II parvient à revenir sur le trône et rassemble une grande armée dirigée par Théodore Karteroukas et Théophylacte Salibas. Elle se met en marche vers Tyane. Les chroniqueurs byzantins rapportent que l'armée régulière est renforcée par des paysans armés nombreux mais sans expérience militaire. Cela pourrait souligner l'état désastreux dans lequel se trouve l'armée régulière byzantine, à la suite de la purge dont souffre le corps des officiers après le retour au pouvoir de Justinien. En outre, les lourdes pertes de l'armée byzantine contre les Bulgares contribuent à aggraver la situation.
Alors qu'ils se rapprochent de Tyane, l'armée de renforts s'opposent aux Arabes. Dans la bataille qui s'ensuit, les Byzantins sont mis en déroute. Selon Théophane, les deux généraux byzantins se querellent et leur attaque est désordonnée. Au total, les Byzantins ont perdu plusieurs milliers de morts et plusieurs milliers de prisonniers. Les Arabes s'emparent du camp byzantin et de l'ensemble du ravitaillement à destination des assiégés. Cela permet aux Arabes de se ravitailler et de continuer le siège. Les assiégés perdent alors tout espoir de secours, d'autant que leurs propres provisions diminuent. Ils décident d'ouvrir des négociations en vue d'une reddition. Les Arabes leur permettent de quitter la ville indemne et la ville capitule après un siège de neuf mois (en mars selon Michel le Syrien, en mai-juin selon Al-Tabari). Théophane rapporte que les Arabes ne respectent pas leur promesse et réduisent en esclavage la population entière. Celle-ci est déportée vers le territoire musulman mais aucune source ne confirme cette hypothèse. Après avoir pillé la ville, les Arabes la rasent.

## Conséquences
Les chroniqueurs rapportent qu'après avoir mis à sac Tyane, Abbas et Maslamah divisent leurs forces et pénètrent dans le territoire byzantin. À l'image de la chronologie, leurs cibles sont incertaines. La source principale cite l'année 709 ou 710 ce qui pourrait signifier que ces raids ont lieu juste après la chute de Tyane ou l'année suivante. Abbas pénètre en Cilice et de là, se dirige vers l'ouest jusqu'à Dorylée. Quant à Maslamah, il s'empare des forteresses de Kamuliana et Héraclée Cybistra près de Tyana. Selon une autre interprétation des sources arabes, il marche aussi vers l'ouest et s'empare d'Héraclée du Pont et de Nicomédie tandis qu'une partie de ses troupes s'attaquent à Chrysopolis. Les raids arabes continuent lors des années suivantes jusqu'à ce qu'une gigantesque armée dirigée par Maslamah mette le siège devant Constantinople en 717-718,. Toutefois, les Arabes essuient un nouvel échec. S'ils continuent de lancer des raids, ces derniers sont conduits non plus pour conquérir de nouveaux territoires mais pour le pillage ou le prestige. Bien qu'ils parviennent à s'emparer des districts frontaliers de Cilicie et de la région autour de Mélitène, et malgré la destruction de forteresses byzantines comme celle de Tyane dans les décennies suivantes, les Arabes ne sont pas capables de s'établir de façon permanente à l'ouest du Taurus qui délimite la frontière byzantino-arabe pour les deux siècles suivants.